# López
López é um município do estado de Chihuahua, no México.